# 阿灵顿宫
阿灵顿宫（英語：Arlington House），又名罗伯特·E·李纪念馆（The Robert E. Lee Memorial）或卡斯蒂斯-李公馆（Custis-Lee Mansion），位于美国弗吉尼亚州阿靈頓郡波托马克河畔，与美国国家广场毗邻，是美利坚联盟国罗伯特·E·李将军的故居。
阿灵顿宫是李将军岳父乔治·华盛顿·帕克·卡斯蒂斯的居所，李与妻子玛丽·安娜·卡斯蒂斯·李在此结婚并居住了长达三十年时间。南北战争期间，阿灵顿宫附近的土地被划拨出来建造墓园，即著名的阿灵顿国家公墓。
1966年，阿灵顿宫入选美国国家史迹名录。